# Galianthe eupatorioides
Galianthe eupatorioides är en måreväxtart som först beskrevs av Adelbert von Chamisso och Diederich Franz Leonhard von Schlechtendal, och fick sitt nu gällande namn av Elsa Leonor Cabral. Galianthe eupatorioides ingår i släktet Galianthe och familjen måreväxter. Inga underarter finns listade i Catalogue of Life.